# 루이 주르당
루이 주르당(Louis Jourdan, 1921년 6월 19일 ~ 2015년 2월 14일)은 프랑스의 연극 배우, 영화배우, 텔레비전 배우이다.

## 영화
- 이어 오브 더 코멧 (1992년)
- 늪지의 괴물 2 (1989년)
- 미녀와 명마 (1987년)
- 카운터포스 (1987년)
- 특수공작원 아이언맨 (1984년)
- 007 옥터퍼시 (1983년) - 카멜 칸 역
- 늪지의 괴물 (1982년)
- 실버 베어스 (1978년)
- 드라큐라 백작 (1977년)
- 철가면 (1977년)
- 몬테 크리스토 백작 (1975년)
- 엔터테인먼트 (1974년)
- 어 플리 인 허 이어 (1968년) - 헨리 역
- FBI (1965년)
- VIP (1963년)
- 혁명가 마티아스 (1962년)
- 몬테 크리스토 백작 (1961년)
- 캉캉 (1960년)
- 지지 (1958년)
- 줄리 (1956년)
- 백조 (1956년)
- 애천 (1954년)
- 에스트라파드 거리 (1953년)
- 해피 타임 (1952년)
- 앤 오브 더 인디즈 (1951년)
- 마담 보바리 (1949년)
- 노 마이너 바이스 (1948년)
- 미지의 여인에게서 온 편지 (1948년)
- 꽃이 있는 부두 (1944년)